# زبان فارسی در بنگلادش
زبان‌فارسی در شبه قاره هند حدود ۶۳۳ سال؛ زبان اداری، زبان دفتری، قضایی، دادگستری و رسمی بوده‌است. حتی نوشته مقبره‌ها، شعری به زبان فارسی است. سند زمین‌ها، تاریخ بنگلادش و خیلی چیزها به زبان فارسی بوده بنابراین نسخه‌های خطی زیاد داریم. جمهوری خلق بنگلادش که پیش از این پاکستان شرقی نام داشت در پی جنگ آزادی‌بخش بنگلادش، در تاریخ ۲۶ مارس ۱۹۷۱ از پاکستان غربی (پاکستان امروزی) جدا شده و کشوری مستقل شد. دولت پهلوی علی‌رغم داشتن روابط حسنه با پاکستان، بنگلادش را به رسمیت شناخت و به دنبال آن در سال ۱۳۵۳، یک هیئت سیاسی از بنگلادش وارد تهران شده و حدود یک ماه بعد سفارت آن کشور در تهران تأسیس و متعاقب همین اتفاق، سفارت ایران در داکا در اواخر سال ۱۳۵۴ افتتاح شد.
زبان این کشور پس از پیدایش نژاد بنگالی، تحت عنوان زبان بنگالی یا بنگلا (بنگاله) درآمد، که امروزه زبان ملی و ایالتی این کشور محسوب می‌شود. تقریباً همه مردم به زبان بنگالی صحبت می‌کنند و تنها چند صدهزار مسلمان که به دنبال تقسیم شبه‌قاره هند، از ایالت بهار هند به بنگلادش مهاجرت کرده‌اند به زبان اردو سخن می‌گویند. زبان اقوام نواحی تپه‌ای شرق و شمال کشور نیز عمدتاً از خانواده زبان‌های تبتی-برمه‌ای است. زبان انگلیسی نیز اگرچه رسمی نیست ولی به عنوان زبان دوم شناخته می‌شود. همچنین افراد تحصیل کرده کشور بنگلادش به زبان‌های هندی، اردو و عربی نیز صحبت می‌کنند.
حکام مسلمان از سال ۱۲۰۴ میلادی تا ۱۸۳۷ میلادی بر شبه‌قاره هند و حدود ۶۳۳ سال بر بنگال حکومت کردند. در این مدت زبان فارسی، زبان رسمی بنگال بود. به همین دلیل ادبیات بنگالی از زبان و ادبیات فارسی تأثیر بسیاری گرفته‌است. در اواسط قرن هفدهم میلادی، زبان فارسی در بنگال به قدری نفوذ پیدا کرده بود که در بیشتر اشعار، منظومه‌ها و داستان‌های بنگالی، واژه‌های فارسی به کار می‌رفت. تا پایان این قرن، پیوند زبان فارسی با بنگالی بیشتر شد و در نتیجه به علت سادگی و روانی زبان فارسی و نیز علاقه‌مندی صاحبان آثار به این زبان، ادبیات پوتهی اختراع شد. ادبیات پوتهی یعنی ادبیات ترکیبی و منظور از آن واردکردن واژه‌ها و ترکیب‌های فارسی در زبان بنگالی بود. زبان فارسی و عرفان و تصوف، عمده‌ترین حلقه‌های اتصال و پیوستگی بین ایران و بنگلادش به حساب می‌آیند. تأثیر عرفای مسلمان در این منطقه که یا فارس زبان بودند یا از جغرافیای فرهنگی ایران برآمده بودند به گونه‌ای است که سروده‌های برخی شعرای کلاسیک و فارسی‌گو، به زبان بنگالی ترجمه و شرح شده‌است. شاهنامه فردوسی در سال ۱۹۹۲ توسط مرحوم منیرالدین یوسف ترجمه و در شش جلد توسط «آکادمی زبان بنگلا» چاپ شده‌است، در حالی که وظیفه این آکادمی حفظ و حراست و گسترش زبان بنگالی می‌باشد. محققان معتقدند حدود هشت هزار واژه فارسی در زبان بنگالی وجود دارد که برخی از این واژه‌ها در زندگی روزمره فعلی آن‌ها حضور دارند. همچنین نام برخی از اماکن و اسم‌های افراد فارسی است. بسیاری از شاعران بنگلادشی سبک‌های ایرانی را در اشعار خود پذیرفته‌اند.
گفته می‌شود شاعرانی مانند فردوسی، سعدی، حافظ و سنایی از شاعران مورد علاقه در این کشور هستند و پیوند شاعران بنگال و استفاده آنها از واژه‌های زبان فارسی به‌قدری است که گاه مخاطب فارسی‌زبان نیز منظور شاعر را متوجه خواهد شد. همچنین قدیمی‌ترین ترجمه شاهنامه فردوسی توسط محمدخان که اهل بنگال غربی بود و با نام شاهنامه بزرگ صحیح انجام گرفت. این ترجمه منثور در زبان بنگال با نام «ادبیات عامه» خوانده می‌شود. ادبیات عامه به رسم‌الخط فارسی نوشته می‌شد و زبانش بنگالی بود. نخستین چاپ دارای تاریخ مشخصی نیست و چاپ دوم در سال ۱۸۸۶ میلادی انجام شد و مشتمل بر ۳۴۵ صفحه است، از این ترجمه برمی‌آید که بیش از ۱۰۰ سال پیش ترجمه شاهنامه فردوسی و احوال او به‌زبان بنگالی آغاز شده بود. منیرالدین یوسف متن کامل شاهنامه را از جلد یک تا شش به‌زبان بنگالی و به‌شعر ترجمه کرده و نام ترجمه را فردوسی و شاهنامه گذاشته‌است. این ترجمه بین عوام و خواص پذیرفته شده‌است. به گفته پژوهشگران؛ حضور واژگان فارسی در زندگی روزمره مردم از دیگر نشانه‌های حیات زبان فارسی در بنگلادش است. محققان معتقدند حدود هشت هزار واژه فارسی در زبان بنگالی وجود دارد اما تحقیقات جدید نشان می‌دهد که این رقم به ۲۰ هزار واژه نیز می‌رسد.
زبان فارسی تا زمان حکومت انگلیسی‌ها در این کشور حضوری بسیار پررنگ داشت، اما با تلاش آن‌ها برای گسترش زبان انگلیسی در مستعمرات خود، این حضور کم رنگ گردید، اما به علت علاقه دیرینه مردم به این زبان و تمایل فرهیختگان به فرهنگ ایرانی، این گرایش از بین نرفت و هم‌اکنون دپارتمان‌های زبان فارسی در این کشور، در دانشگاه‌های داکا، چیتاگونگ و راج‌شاهی جزو دپارتمان‌های فعال و پردانشجو به حساب می‌آید.
پیش از انقلاب اسلامی، یادداشت تفاهمی میان وزارت علوم ایران و وزارت آموزش بنگلادش در زمینه همکاری‌های دوطرفه به امضا رسید که پس از انقلاب نیز، این یادداشت مورد بازنگری قرار گرفت. اعزام استاد زبان فارسی از ایران به دانشگاه داکا در قالب برنامه مبادلات فرهنگی و یادداشت تفاهم صورت می‌گیرد. در سال‌های ۲۰۰۴–۲۰۰۵ تفاهمنامه‌ای میان دانشگاه فردوسی مشهد و دانشگاه‌های راج‌شاهی، کولنا، جهانگیرنگر و دانشگاه چیتاگونگ در زمینه همکاری‌های آموزشی، و مبادلات علمی به خصوص در زمینه زبان و ادبیات فارسی به امضا رسید. انتخاب رشته زبان فارسی در میان دانشجویان بنگلادشی نسبت به سایر کشورهای شبه قاره با استقبال خوبی همراه بوده‌است.

## تاریخچه زبان‌فارسی در بنگلادش
در سال ۱۲۰۴ میلادی، اختیارالدین محمدبن بختیار خلجی، قطب‌الدین ایبک، حاکم بنگال، راجه، لکهن و سین را شکست داده زمام دولت را به‌دست خود گرفته و حکومت مسلمانان در بنگال را تشکیل داد، بدین سبب زبان فارسی وارد بنگال شد. حکام مسلمان از سال ۱۲۰۴ تا ۱۸۳۷ میلادی بر شبه‌قاره هند مسلط بودند و حدود ۶۳۳ سال بر بنگال نیز حکومت کردند. در این قرن‌ها زبان فارسی، زبان رسمی بنگال بود.
بعد از شهادت نواب سراج الدوله و توطئه میرجعفر، انگلیس‌ها بر بنگال تسلط یافتند. در این دوران به زبان فارسی لطمه شدیدی وارد شد اما با کوشش‌ها و تلاش‌های زیاد مسلمانان از یوغ اسارت انگلیس‌ها نجات یافتند. بنگال آزاد شد و بخشی از آن به حکمفرمایی هند درآمد و بخش دیگری به‌دست مسلمانان افتاد. فارسی با تعلیمات علما و فضلا و صوفیان در بنگال وارد شد که سرآمدترین آنها جلال الدین تبریزی، شیخ اخی سراج الحق و نور قطب عالم می‌باشند. با رواج دین اسلام در بنگال واژه‌هایی از قبیل نماز، روزه، خدا و… که کلماتی فارسی بودند، به زبان مردم عامه بنگال وارد شدند. هنگامی که مسلمانان بر سر کار آمدند، برای زبان فارسی فرصت خوبی به‌دست رسید و برای گسترش خود میدان وسیعی یافت.
در زمان علی مردان خلجی اولین اثر نثر فارسی در بنگال با عنوان " جوگی " نوشته شد. در اصل این کتاب به زبان سانسکریت بود به نام " امرت اخوند " که یک نومسلمان به نام جوگی بهوجن برهمن، آن را به قاضی رکن الدین سمرقندی تقدیم نمود. قاضی نامبرده این کتاب را به فارسی و عربی ترجمه کرد و جوگی نام نهاد.
علاء الدین ابومظفر حسین شاه سر دودمان حسین شاهی در بنگال است. زبان دربار این خانواده فارسی بود.
بدین سبب می‌توان گفت که فارسی در این دوره حائز اهمیت خاصی بود و در سرپرستی دولت پیشرفت کرد. در زمان ابومظفر حسین شاه، محمد بده معروف به سید میرعلوی کتابی در فن تیراندازی بنام هدایت الرمی تألیف کرد و آن را به سلطان نامبرده نسبت کرد. این کتاب دو باب دارد و هر باب به چهار فصل تقسیم گردیده‌است. زبان این کتاب خیلی ساده و روان است و در آن اهمیت و ارزش تیراندازی را بنا برعقیده اسلام بیان نموده‌است.
زبان فارسی کم‌کم راه تکامل را پیموده در زمان شاهان گورکانی به اوج خود رسید و یک تحول بزرگ اجتماعی و فرهنگی در آن منطقه به وجود آورد.
آموزش زبان و مطالعه و بررسی ادبیات فارسی بیش از پیش رونق گرفت. یکی از مشهورترین فارسی گویان شبه قاره، ابو البرکات منیرلاهوری در زمان صوبه دار (استاندار) سیف خان (۱۳۳۳م) در داکا زندگی می‌کرد. وی در حدود صد هزار بیت فارسی دارد و در صفت بنگاله چند مثنو نیز سروده‌است.
شاهزاده شجاع پسر شاه جهان که به زبان فارسی طبع آزمایی می‌کرد، دوران حکومت او در بنگال دربارش مرکز تجمع شاعران و نویسندگان گردید. در این زمان بسیاری از شاعران از ایران مهاجرت کرده به بنگال ماندگار شدند و سبب عمده گسترش زبان و ادب فارسی گردیدند.

## موسسه‌های زبان‌فارسی

### دانشگاه‌ها و مراکز تحقیقاتی

#### دانشگاه داکا
سابقه فعالیت بخش زبان و ادبیات فارسی در دانشگاه داکا به سال ۱۹۲۱، همزمان با سال تأسیس دانشگاه داکا بازمی‌گردد و قدمت کرسی زبان و ادبیات فارسی در این دانشگاه ۹۶ ساله است. از آغاز ۱۲ رشته برای فعالیت علمی و فرهنگی در این دانشگاه شروع به کار کرد که یکی از این رشته‌ها زبان و ادبیات فارسی بوده‌است.
زبان‌های دیگری که در دانشگاه تدریس می‌شود انگلیسی، عربی، هندی، چینی، کره‌ای، ایتالیایی، آلمانی، روسی، ترکی، اردو و ژاپنی است. در سال ۱۹۲۱م. دانشکده ادبیات و علوم انسانی تأسیس شد که زیر نظر این دانشکده، ۱۶ گروه مستقل فعالیت می‌کنند. یکی از قدیمی‌ترین گروه‌های این دانشکده گروه فارسی و اردو بوده‌است که از زمان تأسیس تا سال ۱۳۸۶ میلادی این دو گروه با یکدیگر مشترک بودند. از سال ۱۳۸۶ گروه زبان فارسی از گروه اردو جدا شد و به صورت کرسی مستقل، با عنوان گروه زبان و ادبیات فارسی فعالیت خود را در پیش گرفت.
تا پیش از انقلاب اسلامی، مجموع فارغ التحصیلان رشته زبان و ادبیات فارسی از دانشگاه داکا به حدود ۲۰۰ نفر می‌رسید. پس از انقلاب اسلامی مراکز آموزش زبان فارسی دوباره احیا شدند. به خصوص در دانشگاه داکا که تا پیش از انقلاب، استاد هیئت علمی زبان و ادبیات فارسی به صورت مستقل نداشت و استادان اردو، زبان فارسی را نیز تدریس می‌کردند. تعداد دانشجو نیز در این زمان بسیار انگشت شمار بود. اما بعد از انقلاب با سرپرستی سفارت ایران و خانه فرهنگ رشد چشمگیری در زمینهٔ گسترش و پیشرفت زبان و ادبیات فارسی در بنگلادش صورت گرفت که تأثیر آن امروزه، انتخاب سوم زبان آموزان در مقایسه با زبان‌های دیگر است.

#### مجموعه حافظ سرا
با توجه به محدودیت‌های شدید فضای آموزشی در بخش فارسی و به منظور توسعه فضای آموزشی بخش فارسی دانشگاه داکا، تفاهم نامه‌ای بین سازمان فرهنگ و ارتباطات اسلامی و دانشگاه داکا به امضا رسید. به موجب آن تفاهم نامه، با هزینه سازمان فرهنگ، مجموعه حافظ سرا ساخته و تحویل دانشگاه شد. مجموعه حافظ سرا، دارای چند اتاق برای آموزش، کتابخانه، اتاق استادان، و… است.

#### اتاق ایران
از سال ۲۰۰۷ در دانشگاه داکا اتاق ایران‌شناسی راه‌اندازی شد. تجهیزات مورد نیاز این اتاق از سوی رایزنی فرهنگی تأمین شده‌است. اتاق ایران بالغ بر حدود دو هزار نسخه کتاب‌های ادبی دارد که مورد استفاده دانشجویان و استادان قرار می‌گیرد.

### دانشگاه راج‌شاهی
دانشگاه راج‌شاهی به عنوان دومین دانشگاه بنگلادش بعد از دانشگاه داکا در سال ۱۹۵۳ تأسیس شده‌است. سابقهٔ تدریس زبان فارسی در دانشگاه راج‌شاهی به سال ۱۹۶۲ بازمی‌گردد. در سال ۱۹۹۶ این دانشگاه، آموزش دوره لیسانس زبان فارسی را در کنار آموزش زبان‌های اردو، سانسکریت، پالی و غیره زیر نظر «بخش زبان‌های خارجی» دانشکده راه‌اندازی کرد. تاکنون دانشگاه راج‌شاهی فاقد گروه زبان و ادبیات فارسی به صورت مستقل بوده و استقلال این گروه از آرزوهای دیرین استادان و دانشجویان این دانشگاه همانند دانشگاه داکا و چیتاگونگ بوده‌است. براساس تلاش‌های رایزنی فرهنگی ایران در داکا این گروه توانست استقلال خود را در اواخر آذرماه ۱۳۹۵ به عنوان یک گروه مستقل به دست آورد.

### دانشگاه چیتاگونگ
دانشگاه چیتاگونگ در سال ۱۹۶۶م تأسیس شده و یکی از دانشگاه‌های معتبر این کشور است که حدود ۳۰ هزار دانشجو دارد و زبان‌های انگلیسی، بنگالی، عربی و سانسکریت در آنجا تدریس می‌شود. گروه زبان و ادبیات فارسی دانشگاه چیتاگونگ زیر نظر دانشکده علوم انسانی تأسیس شد و با حضور ۱۵ نفر دانشجو در سطح لیسانس آغاز به کار کرد.
مردم شهر چیتاگونگ به عرفان و حضور صوفیان و قوالی اشعار شعرای بزرگ ایران از جمله (سعدی، مولانا، عطار) در مجالس مذهبی علاقه بسیاری دارند و این نکته در گسترش زبان و ادبیات فارسی در این شهر بسیار حائز اهمیت است.

### مدارس و مراکز آزاد
در سیستم آموزشی دینی کشور بنگلادش دو جریان مستقل و مجزا وجود دارد. یکی تحت پوشش دولت که به نام «مدارس عالیه» شهرت دارد و دیگری «مدارس قومی» که با مدیریت و پشتوانه مردمی اداره می‌شود. در مدارس قومی زبان و ادبیات فارسی از دروس اصلی به حساب آمده و طلاب و روحانیون باید این درس را با موفقیت بگذرانند. از جمله کتاب‌هایی که در این راستا آموزش داده می‌شوند می‌توان به گزیده‌های گلستان و بوستان و کریما از سعدی، و پندنامه عطار اشاره کرد. با توجه به استقبال مخاطبان و فراگیران از فارسی، بستر ترویج آن فراهم است. حوزه‌های قومی که سوابق فراگیری زبان فارسی دارند و از نفوذ فراوان و فوق‌العاده در جامعه متدینان برخوردارند، می‌توانند یکی از حوزه‌های فعال برای گسترش فارسی در بنگلادش باشند. با توجه به قدمت مدارس قومی و اهمیت آنها در بنگلادش و همچنین برخورداری از نفوذ فراوان در جامعه، و الزامی بودن فراگیری زبان فارسی برای آنان این مدارس می‌توانند نقش بسیار مثبت و سازنده‌ای را در جهت گسترش زبان فارسی در بنگلادش ایفا کنند. همچنین تسلط مدرسان مدارس قومی به زبان فارسی به دلیل تماس مستقیم این مدرسان با مردم، سهم مؤثری در اشاعه زبان فارسی در بین مردم دارد.
‏بنگلا آکادمی تنها مرکز رسمی و مهم در بنگلادش است که پیرامون زبان و ادبیات بنگلا پژوهش و فعالیت می‌نماید. این مرکز برای اولین بار اقدام به ترجمه، چاپ و انتشار شاهنامه فردوسی به زبان بنگالی در شش جلد کرده‌است.